# Сиви сврачак
Сиви сврачак (лат. Lanius minor) је члан породице сврачака Laniidae. Размножава се у јужној и централној Европи и западној Азији током лета, а мигрира у зимске територије у јужној Африци почетком јесени, одакле се враћа у пролеће. Ретка је врста луталица у западној Европи, укључујући Велику Британију, обично као пролећна или јесења нестабилна врста.
Сличан је изгледу великом сврачку (лат. Lanius excubitor) и иберијском великом сврачку (лат. Lanius meridionalis); оба пола су претежно црне, беле и сиве боје, а мужјаци имају ружичасто поцрвенели доњи део тела. Нешто је мањи од великог сврaчка, има црно чело и релативно дужа крила. Ова врста преферира суве, отворене низије и често се виђа на жицама далековода.
Ова средње велика врапчарка једе велике инсекте, посебно бубе, лептире, мољце и скакавце.  Сиви сврачци често лебде када лове на својим гнездилиштима, али то не чине током митарења на територијама на којима се не гнезде. Као и други сврaчци, лови са истакнутих места, а понекад набија плен на трње или бодљикаву жицу као „оставу“ за следеће оброке.

## Таксономија
Сивог сврачка ка формално је описао 1788. године немачки природњак Јохан Фридрих Гмелин под биномним именом Lanius minor. Јохан Фридрих Гмелин је свој опис засновао на „Pie-grièche d'Italie“ коју је 1770. године описао француски полихистор гроф Жорж Луј Леклер де Бифон, а илустровао ручно обојеном гравуром Франсоа-Николаса Мартинеа Име рода, Lanius, потиче од латинске речи за „ месар “, а неки сврaчци су познати и као „птице месари“ због својих навика исхране. Специфичн ентитет minor је латинска реч за „мањи“. Уобичајени енглески назив „shrike“ потиче од староенглеског scríc, „вриштање“, што се односи на продоран зов. Врста се сматра монотипском : нису препознате подврсте.
Молекуларно филогенетска студија објављена 2019. године открила је да је унутар рода Lanius сиви сврачак био сестра црвеноглавог сврачка (Lanius senator), миграторне врсте која се гнезди у јужној Европи, на Блиском истоку и северозападној Африци. Две врсте су се раздвојиле једна од друге пре око 3,9–5,0 милиона година.

## Опис
Одрасли мужјак сивог врaчка има црне потиљак, образе, ушне и очне прекриваче и предњи део круне. Задњи део темена и леђа су бледо плавичасто-сиве боје, а тртице су сличне, али прилично блеђе боје. Доњи делови тела су бели, а доњи део груди и стомака су преливени ружичастом бојом. Пазушно перје су сиво-беле, а доњи покривачи крила су смеђе-црне боје. Два централна репна пера су црна са белим врхом и базом. Остали парови имају све веће површине беле и мање црне. Примарна пера су црне са жућкастим врхом и белом основом. Секундарна пера су црни са ширим, светлијим врховима, али без белих база. Покривачи крила су црни, а мањи покривачи су обрубљени сивом бојом. Женка има слично перје, али је глава тамносива уместо црна, покривач ушију је смеђе-црн, горњи део тела је смеђе-сив, а доњи део тела је мање ружичаст него код мужјака. Младунче је слично одраслима, али је свеукупно смеђе боје. Недостају му сива леђа и сапи који су уместо тога бледо смеђи и благо пругасти, а доњи делови су бели и крем без ружичасте боје. Све птице имају смеђе-црни кљун са светлијом основом доње вилице, смеђе шаренице и црне ноге и стопала. Дужина одрасле јединке је око 20 цм са дужином крила од 13 цм и дужином тарзуса од 2,5 цм.

## Распрострањеност и станиште
Сиви врaчак проводи лето у Јужној и Централној Европи и западној Азији. Гнезди се у јужној Француској, Швајцарској, Аустрији, Мађарској, Словачкој, Чешкој, Италији, Србији, Албанији, Грчкој, Румунији, Бугарској, Украјини и јужној Русији. У Азији се гнезди на Блиском истоку, а његов ареал се протеже све до источне Турске и Ирана. То је луталица која стиже у северније делове Европе, обично у пролеће или јесен. Земље у којима је виђен укључују Шведску, Финску, Данску, Уједињено Краљевство, Холандију, Белгију и северну Француску. То је миграторна врста и зимује у широком појасу преко тропске јужне Африке.
Током лета сиви сврачак насељава отворена села, ивице обрадивих површина, вресишта са расутим жбуњем и дрвећем, баште, шикаре, шумарке и дрвеће поред пута. У својим зиовалиштима се обично налази у жбуњу и међу трновитим дрвећем.

## Понашање
Сиви сврачак лови са стратешки постављеног стуба, жице или гране и првенствено се храни инсектима које хвата у ваздуху или на земљи. Исхрана укључује бубе, мољце и лептире, велике муве, скакавце, цврчке и стоноге. Неко воће попут трешања и смокава једе се у ограниченим количинама. Птица повремено набија свеже уловљени плен на трње за каснију употребу, али то ради у много мањој мери него неке друге врсте сврачака. Експериментално је показано да ова врста ствара оставу само када је сита и да плен ретко има довољно у изобиљу да би то био случај. Примећено је да мужјак храни женку пре него што почне да ствара залихе хране. Поновљено експериментално излагање птица вишку хране значајно повећава брзину којом набијају свеже уловљени плен. Други узрочни фактори неспособности ове врсте да складишти храну могу бити недостатак одговарајућих места за складиштење и чињеница да птица нема вештине у складиштењу хране, што ограничава њену способност учења.
Лет сивог сврачка је низак и помало таласаст, а повремено једри са раширеним крилима. На крају лета се обрушава навише и слеће на ново ловачко место. Затим окреће главу с једне на другу страну тражећи плен. Када је на земљи, скаче, али обично тамо остаје само довољно дуго да покупи храну. Као и други сврачци, када је узбуђен, маше репом и помера га горе-доле или с једне на другу страну. Ратоборна је и снажно ће бранити своје гнездо и терати веће птице.

## Гнежђење
Гнездо се често гради на дрвету поред пута са добром видљивошћу у свим правцима, на удаљености од око 4-10 м од земље. Граде га и мужјак и женка од стабљика разних цветница као што су вунице (Gnaphalium ) и (Filago), и мајчина душица (Thymus), а обложен је праменовима вуне, длака, корења и перја. У леглу се налази пет до седам јаја, обично плавкастозелених са зеленкасто-смеђим мрљама. Понекад је боја позадине кремаста или жућкаста са ружичасто-смеђим мрљама. Њихова просечна величина је 26,1 x 18,2 мм. Инкубација траје око петнаест дана и углавном је обавља женка, мада учествује и мужјак. Обоје хране младунце који су спремни да напусте гнездо након отприлике четрнаест дана. Обично постоји једно легло.

## Статус
Процењује се да светска популација сивог сврачка износи између два и по и девет милиона јединки. Оне су распрострањене на широком подручју, а IUCN, у својој Црвеној листи угрожених врста, наводи ову птицу као „ најмање угрожени таксон “. Иако се број птица можда благо смањује, сматра се да то није довољно да би се врста подигла у категорију „ рањиви таксон“.
У Европи се број сивих сврачака смањује и сматра се да сада има три до пет хиљада парова који се гнезде. Смањење броја може бити последица низа влажних лета која су довела до несташице инсеката. Још један фактор могу бити промене у пољопривредним праксама, где се мали ограђени простори са различитим усевима и шумске површине замењују великим пољима. Као резултат тога, ова птица је наведена као угрожена врста у Анексу I Директиве о птицама Европске комисије.